# 3rd -LOVE파라다이스-
3rd -LOVE파라다이스-(3rd -LOVEパラダイス-, Third Love Paradise)는 2000년 3월 29일에 발매된 모닝구무스메의 세 번째 정규 앨범이다.

## 개요
- 모닝구무스메 싱글 중 가장 히트한 러브머신과, 사랑의 댄스사이트가 수록되어 있다.
- 콘셉트는 '모닝구무스메와 보내는 하루'.
- 모리모토 레오가 내레이션으로 참가하였다.

## 수록곡
1. ~おはよう~
작사, 작곡 : 층쿠 / 편곡 : 마에지마 야스아키
2. LOVEマシーン
작사, 작곡 : 층쿠 / 편곡 : 댄스☆맨
3. 愛車 ローンで
작사, 작곡 : 층쿠 / 편곡 : 고니시 다카오
4. くちづけのその後
작사, 작곡 : 층쿠 / 편곡 : 다카하시 유이치
5. 恋のダンスサイト
작사, 작곡 : 층쿠 / 편곡 : 댄스☆맨
6. ランチタイム ~レバニラ炒め~
작사, 작곡 : 층쿠 / 편곡 : BACK ya-Low PRODUCTION
7. DANCEするのだ!
작사, 작곡 : 층쿠 / 편곡 : 댄스☆맨
8. おもいで
작사, 작곡 : 층쿠 / 편곡 : 스즈키 슌스케
9. 原宿6:00集合
작사, 작곡 : 층쿠 / 편곡 : 야마우치 카오루
10. WHY
작사, 작곡 : 층쿠 / 편곡 : 스즈키 슌스케, 랩 메이킹 : U.M.E.D.Y.
11. 「、、、好きだよ」
작사, 작곡 : 층쿠 / 편곡 : 댄스☆맨 / 혼 어렌지 : 가와마쓰 히사요시[1]
12. ~おやすみ~
작사, 작곡 : 층쿠 / 편곡 : 마에지마 야스아키

## 차트및 판매량
- 주간최고순위 2위 (오리콘 차트)
- 등장횟수 16주 (오리콘 차트)
- 판매량 약 87만장